# Парийский, Николай Николаевич
Николай Николаевич Парийский (17 (30) сентября 1900, Санкт-Петербург, Российская империя — 28 марта 1996, Москва, Российская Федерация) — советский астроном и геофизик, член-корреспондент АН СССР. Отец Ю. Н. Парийского.

## Биография
Родился в Санкт-Петербурге 17 (30) сентября 1900 года.
После окончания в 1924 году физико-математического факультета МГУ, преподавал в университете до 1960 года. Также участвовал в вычислительных работах по звездной статистике в ГАФИ; с 1935 года работал в Сейсмологическом институте физики Земли АН СССР (с 1956 — заведующий отделом). Член-корреспондент АН СССР (c 26.11.1968 г., по Отделению наук о Земле — геофизика).
Основные труды в области астрономии посвящены космогонии, вопросам вращения Земли, природе солнечной короны; в области геофизики — изучению приливных деформаций Земли, гравиметрии. Один из основателей гравиметрических исследований в СССР. В 1943 доказал несостоятельность гипотезы Дж. X. Джинса о происхождении Солнечной системы: вместе с В. Г. Фесенковым рассчитал орбиты тел, вырванных из Солнца под действием близкой звезды, и не нашел соответствия с Солнечной системой. Критически рассмотрел различные причины сезонной неравномерности вращения Земли и показал, что ни движение полюсов, ни сезонные перемещения воздушных масс, ни изменение температуры океанов не могут объяснить наблюдаемый эффект. Указал, что наиболее вероятная причина годичных вариаций скорости вращения Земли — влияние циркуляции земной атмосферы, сопровождаемой передачей момента количества движения от атмосферы к Земле. Получил оценку векового замедления скорости вращения Земли.
Умер в Москве 28 марта 1996 года. Похоронен на Хованском кладбище.

## Награды
- орден Ленина (1953)
- 3 ордена Трудового Красного Знамени (01.10.1970; 17.09.1975; 13.05.1981)
- медали

## Публикации
С 1920 по 1996 гг. Н. Н. Парийский опубликовал около 120 научных работ. В их числе:
- Ускорение силы тяжести в Тбилиси. — Москва; Ленинград : Изд-во и 2-я тип. Изд-ва Акад. наук СССР, 1949 (Москва). — 95 с. : схем. — (Труды Геофизического института / Акад. наук СССР; № 7 (134)).
- Определение силы тяжести в 6 пунктах по разрезу П. К. Шернберга в области московской гравитационной аномалии / Н. Н. Парийский и И. А. Казанский.
- Неравномерность вращения Земли / Академия наук СССР. — Москва: Изд-во Акад. наук СССР, 1954. — 48 с.
- Кольцеобразное затмение Солнца (Совместная экспедиция советских и китайских ученых): Оптические наблюдения // Вестник АН СССР. — 1958. — № 9. — С. 70—71.
- Земные приливы и внутреннее строение Земли // Вестник АН СССР. — 1960. — № 6. — С. 61—69.
- Изучение земных приливов // Вестник АН СССР. — 1962. — № 1. — С. 100—102.
- Открытие новой нутации Земли // Вестник АН СССР. — 1963. — № 3. — С. 77—81.
- Работы советских геофизиков в Мали // Вестник АН СССР. — 1965. — № 9. — С. 76—78.

Посмертно были выпущены его избранные труды: Геофизика: Избранные труды / Н. Н. Парийский; Рос. акад. наук. Объед. ин-т физики Земли им. О. Ю. Шмидта; Отв. ред. В. Н. Страхов. — М.: ОИФЗ РАН, 2000. — 235 с., [1] л. портр.  ил., табл. — ISBN 5-201-14917-0.